# Massacre de Bamenda
Le massacre de Bamenda a lieu le 16 juillet 2023 lors de la crise anglophone au Cameroun.

## Contexte
Le Nord-Ouest est l’une des deux régions du Cameroun, avec le Sud-Ouest, peuplées principalement par la minorité anglophone, dont une partie s’estime ostracisée par la majorité francophone de ce pays dirigé d’une main de fer depuis plus de quarante ans par le président Paul Biya. Elles sont le théâtre depuis fin 2016 d’un conflit meurtrier entre les rebelles séparatistes d’un côté, l’armée et la police de l’autre, les deux camps étant régulièrement accusés par des ONG et l’ONU de crimes contre les civils. Le conflit a fait plus de 6 000 morts et forcé plus d’un million de personnes à se déplacer, selon le centre de réflexion International Crisis Group (ICG).
Le 9 mai 2023, un journaliste de 26 ans, Anye Nde Nsoh, est tué par des rebelles séparatistes dans un bar de Bamenda.

## Déroulement
Selon le colonel Cyrille Atonfack, chargé de la communication du ministère de la Défense, le 16 juillet 2023, à 19h30, près d'un bar, « une dizaine de sécessionnistes […] vêtus d’uniformes semblables aux tenues militaires et munis d’armes automatiques » ont rassemblé plusieurs « citoyens avant d’ouvrir un feu nourri et aveugle sur ceux-ci […] touchant aussi mortellement quelques clients ».

## Victimes
Dix personnes sont tuées et deux sont blessées dont trois femmes et sept hommes âgés de 24 à 56 ans, parmi lesquels un couple de jeunes mariés. Sept des dix victimes sont originaires de la région de l'Ouest.

## Enquête
Le ministre de la Défense annonce qu'une enquête est ouverte par les autorités administratives et judiciaires. Le gouverneur de la région du Nord-Ouest, Adolphe Lele Lafrique, déclare à Reuters qu'une chasse à l'homme est lancée pour retrouver les « terroristes » à l'origine du massacre. Le 18 juillet 2023, l'armée affirme avoir arrêté des dizaines de séparatistes soupçonnés d'être à l'origine du massacre.

## Réactions

### Nationales
À la suite du massacre, entre 400 et 500 personnes descendent dans les rues appelant à la fin du conflit dans les régions anglophones. En marge de la manifestation, l'archevêque de Bamenda, Andrew Nkea Fuanya, dépose des bougies sur les lieux de l'attaque, entouré de fidèles de la paroisse.
L'Ambassade des États-Unis au Cameroun estime que le massacre « souligne le prix tragique que les civils paient en raison de la crise dans les régions du Nord-Ouest et du Sud-Ouest » et affirme que le gouvernement américain réitère à toutes les parties la nécessité de rechercher une solution pacifique par la discussion plutôt que par la violence.
Maurice Kamto, président du Mouvement pour la renaissance du Cameroun (MRC) déclare que son parti regrette que de nombreux Camerounais continuent à périr sous les balles de leurs « propres frères ». Le parti d'opposition affirme que le conflit aurait pris une nouvelle tournure, les sécessionnistes anglophones s'attaquant désormais aux francophones sous prétexte que ces derniers ne sont pas sensibles à leurs souffrances. En outre, le parti appelle le gouvernement du Cameroun à « faire la lumière sur le crime odieux de Nancho Junction » et de « punir sans faiblesse » les auteurs de la tuerie.
Le 25 juillet 2023, le président Paul Biya indique dans une lettre adressée au gouverneur de la région du Nord-Ouest avoir « pris connaissance du bilan humain élevé causé par un groupe d'assaillants armés, qui ont pris pour cible de paisibles et innocent citoyens », assurant qu'« il s'agit d'un nouvel acte terroriste lâche et barbare, perpétré par les adeptes de la division et du chaos ». Le chef d'État présente ses condoléances « aux familles meurtries » et associe la compassion émue de son épouse. En outre, il demande au gouverneur de la région du Nord-Ouest de rassurer les populations de la région sur « la totale détermination de l'État à préserver la paix et à garantir la sécurité des hommes et des biens sur toute l'étendue du territoire ».
Le 27 juillet 2023, lors d'une cérémonie d'hommage aux victimes, le gouverneur de la région du Nord-Ouest, Adolphe Lele Lafrique, dépose une gerbe de fleurs au nom du président Paul Biya et de la première dame Chantal Biya. Elle est également suivie d'un allumage symbolique de bougies. Des dizaines de personnes vêtues de noir se rassemblent à Bafoussam pour dénoncer la tuerie. La cérémonie est présidée par le gouverneur de la région de l'Ouest, Augustine Awa Fonka, en présence de chefs religieux, de chefs traditionnels et de représentants de la société civile. Les participants condamnent le massacre et expriment leur colère face à la violence qui sévit dans la région. Le gouverneur de la région de l'Ouest appelle les auteurs des violences à déposer les armes et à revenir à la table des négociations.

### Internationales
Le 18 juillet 2023, l’Ambassade du Cameroun en France tient une cérémonie d'hommage aux victimes.